# Agarodes alabamensis
Agarodes alabamensis là một loài Trichoptera trong họ Sericostomatidae. Chúng phân bố ở miền Tân bắc.